# Anatoli Alexejewitsch Karazuba
Anatoli Alexejewitsch Karazuba (russisch Анато́лий Алексе́евич Карацу́ба, englische Transkription Anatolii Alexeevich Karatsuba; * 31. Januar 1937 in Grosny; † 28. September 2008 in Moskau) war ein russischer Mathematiker, der sich mit Informatik, Zahlentheorie und Analysis beschäftigte. Er fand um 1960 den ersten „schnellen“ Multiplikations-Algorithmus.

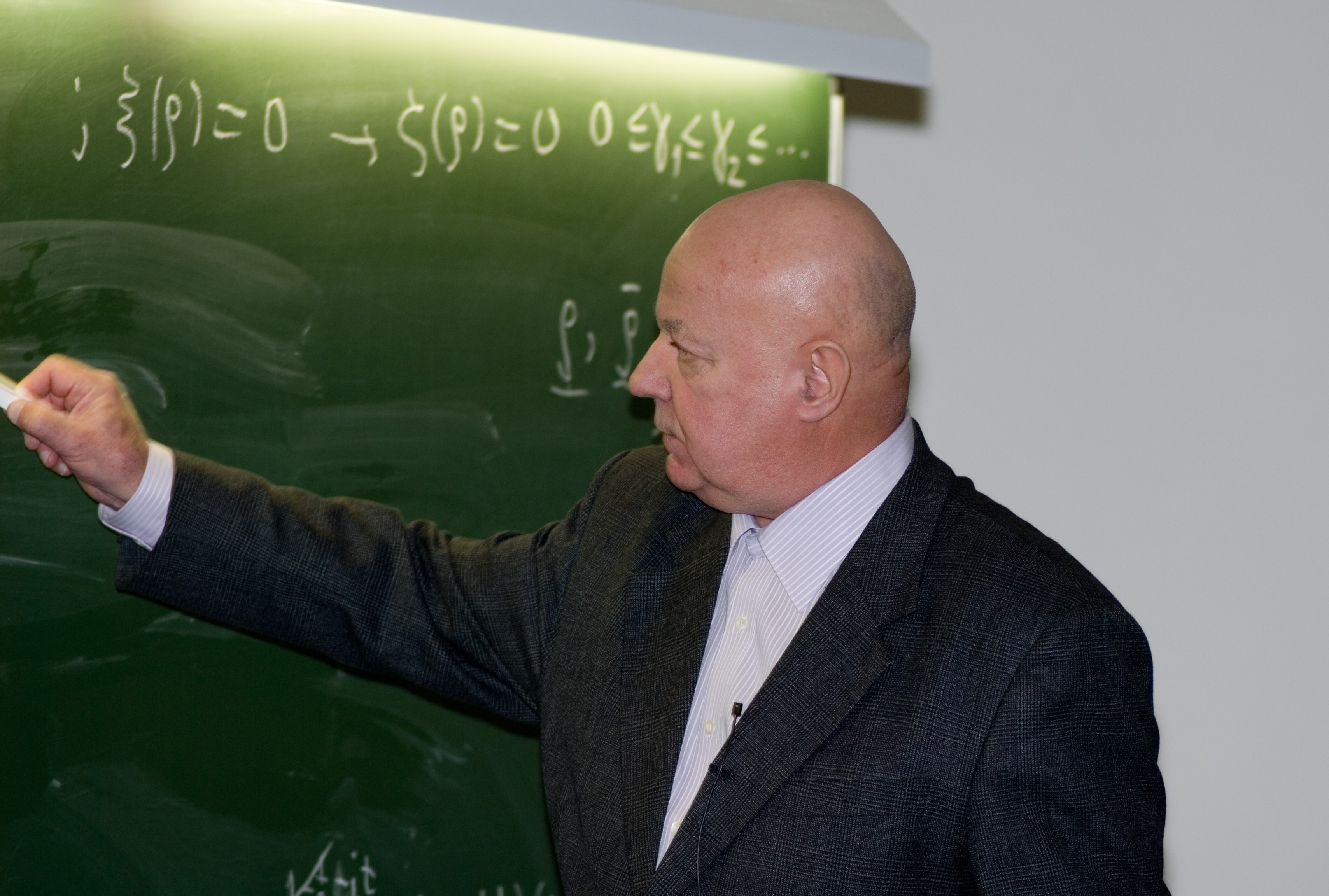
Karazuba (2007)

## Leben
Karazuba besuchte 1944 bis 1954 die höhere Schule in Grosny, wo er schon durch sein mathematisches Talent auffiel. Danach studierte er an der Lomonossow-Universität mit dem Diplomabschluss 1959 und wurde 1962 bei Nikolai Michailowitsch Korobow promoviert (Spezielle rationale trigonometrische Summen und ihre Anwendung). 1966 habilitierte er sich am Steklow-Institut (russischer Doktortitel) mit der Arbeit Die Methode der trigonometrischen Summen und Mittelwertsätze und war danach am Steklow-Institut, zuletzt als Leiter der Abteilung Zahlentheorie. Seit 1970 war er Professor für Zahlentheorie an der Lomonossow-Universität und seit 1980 Professor für Analysis.
Neben analytischer Zahlentheorie und Analysis (trigonometrische Summen nach Winogradow, wo er eine neue p-adische Methode zur Auswertung fand, Abschätzung trigonometrischer Integrale und Lösung eines Problems von Hua Luogeng, Riemannsche Zetafunktion, Dirichlet Charaktere) beschäftigte er sich auch mit Automatentheorie und Algorithmen: er fand den Karazuba-Algorithmus zur schnellen Multiplikation.
1981 erhielt er den Tschebyscheff-Preis und 2001 den Winogradow-Preis der Sowjetischen Akademie der Wissenschaften. 1999 wurde er in Russland als verdienter Wissenschaftler geehrt.
Er war mit der Mathematikerin Diana V. Senchenko verheiratet und hatte mit ihr eine Tochter Jekaterina Karazuba, die ebenfalls Mathematikerin ist (leitende Wissenschaftlerin am Rechenzentrum der Russischen Akademie der Wissenschaften). Er war passionierter Höhlenforscher und Bergsteiger.
Zu seinen Doktoranden zählten Sergei Michailowitsch Woronin, Gennadii Arkhipov, Wladimir Tschubarikow.

## Schriften
- mit Voronin The Riemann Zetafunction, De Gruyter 1992
- mit G. I. Arkhipov, V. N. Chubarikhov Trigonometric sums in analysis and number theory, De Gruyter 2004
- dieselben: Multiple trigonometric sums, American Mathematical Society 1982
- Complex analysis in number theory, CRC Press 1995
- Basic analytic number theory, Springer 1993